# RSS
RSS е софтуерен механизъм за обмен на новини между два сайта или между сайт и потребител. Представлява набор от формати за захранване с информация от световната Интернет мрежа. RSS форматите са специфично форматирани в XML.
В различните версии абревиатурата RSS има различни разшифровки:
- Rich Site Summary (RSS 0.9x) – обогатено резюме на сайта;
- RDF Site Summary (RSS 0.9 и 1.0) – резюме на сайта с използване на инфраструктура за описване на ресурсите;
- Really Simple Syndication (RSS 2.x) – много просто обединяване, опростено XML решение.

Използва се от програми или онлайн услуги, наречени агрегатори, които могат автоматично да получават и показват последните новини от произволен брой информационни канали (rss feeds, т.е. „RSS-хранилки“). Технологията позволява на всеки желаещ да се абонира и информира за въпросните услуги.
RSS може да бъде визуализиран директно посредством софтуер за четене в друг уебсайт на екрана на клиентски компютър или на мобилно устройство – телефон, таблет или медиен плейър. Технологията позволява абониране и получаване едновременно на информация от стотици сайтове, без те да бъдат директно посещавани. За ползване на услугата е необходимо инсталиране на RSS-четец.